# 撦力克
撦力克（为其名号「卓哩克图」的别译，16世纪—1607年5月15日），乞庆哈（辛爱黄台吉）长子，又作扯礼克、楚噜克鸿台吉、卓哩克图诺延，名阿穆岱（又可译为那木大），明末漠南蒙古右翼土默特部领主。
开始驻牧在山西偏关之外。1571年，明朝封他为指挥同知。他和父亲经常争夺牲畜。1577年，祖父派他去迎接索南嘉措。1583年，袭封龙虎将军，把汉那吉死后，他和布塔施里争夺把汉那吉的妻子把汉比吉和「大板升」领地。1586年，乞庆哈死后，撦力克嗣汗位。他自封为第三代顺义王。三娘子将同明朝互市的印信交给了自己和俺答汗的儿子布塔施里。撦力克大怒，发兵讨伐。1587年，在280个领主的请求下，明朝正式册封撦力克为“顺义王”，三娘子为“忠顺夫人”，使二人和解。撦力克把库库和屯城让给了布塔施里。他移牧到丰州滩，在山西水泉营和大同得胜堡和明朝互市。他被蒙古大汗图们汗任命为蒙古五执政之一。1589年到1590年，他护送索南嘉措的遗体返回藏区，率军进入青海，和明军发生冲突。明朝革除市赏。三娘子劝他返回丰州滩，恢复互市。于是保持了和明朝的和平关系。1607年，撦力克死后，长孙卜失兔嗣汗位。

## 子嗣
他有七子：
1. 晁兔台吉，其子卜失兔
2. 五十万打儿汉台吉
3. 毛明暗台吉
4. 土麦台吉，其子土麦大儿台吉
5. 耳章速台吉
6. 我儿谷道台吉
7. 谷儿猛克台吉